# Danh sách anime truyền hình (2020–2024)
Dưới đây là danh sách anime truyền hình được phát sóng trong khoảng năm 2020 đến năm 2024.